# Phytomyza vittata
Phytomyza vittata är en tvåvingeart som först beskrevs av Johann Wilhelm Meigen 1838.  Phytomyza vittata ingår i släktet Phytomyza och familjen minerarflugor.
Artens utbredningsområde är Tyskland. Inga underarter finns listade i Catalogue of Life.